# Cyclanthus indivisus
Cyclanthus indivisus är en enhjärtbladig växtart som beskrevs av Richard Evans Schultes. Cyclanthus indivisus ingår i släktet Cyclanthus och familjen Cyclanthaceae. Inga underarter finns listade.